# Gillellus greyae
Gillellus greyae är en fiskart som beskrevs av Robert H. Kanazawa 1952. Gillellus greyae ingår i släktet Gillellus och familjen Dactyloscopidae. Inga underarter finns listade i Catalogue of Life.